# Himalayasiska
Himalayasiska (Spinus thibetanus) är en fågel i familjen finkar inom ordningen tättingar.

## Utseende
Himalayasiskan är en relativt liten fink med en kroppslängd på tolv centimeter. Jämfört med liknande grönsiskan saknar den gula fläckar på vingarna. Hanen är huvudsakligen olivgrön med gulakigt ögonbrynsstreck och gulaktig undersidan. Honan är kraftigt streckad med otydligt gulaktigt vingband.

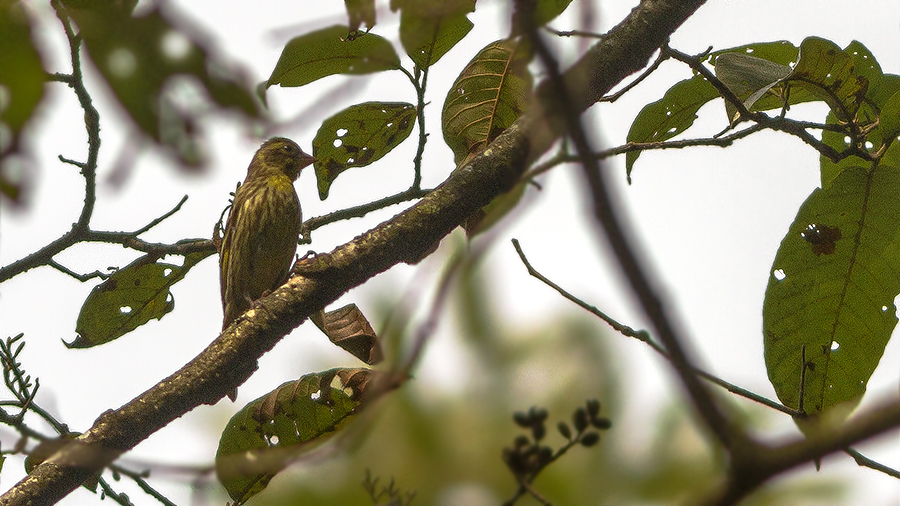
Himalayasiska i Khangchendzonga Biosphere Reserve i västra Sikkim, Indien.

## Läte
Från himalayasiskan hörs en rad olika läten, som hesa toner, kvitter och drillar. Sången består vanligen av en mix av hesa och drillande toner.

## Utbredning och systematik
Himalayasiska förekommer i barrskogar från norra Indien till Nepal, östra Tibet och sydvästra Kina. Tidigare placerades den i Serinus, men förs numera till Spinus efter genetiska studier.

## Levnadssätt
Arten häckar i bergsskogar av gran, hemlock och björk med tät undervegetation av rhododendron. Den påträffas också i blandskog med lärk, al och björk samt buskmarker mellan 2.800 och 4.000 meter över havet, i Myanmar ovan 1.500 meter. Vintertid påträffas den i liknande miljöer men på lägre nivåer, mellan 1.000 och 3.500 meters höjd i Himalaya och ner till 610 meter i Myanmar. Häckningssäsongen pågår troligen i maj-juni när de flesta individer ses i par.

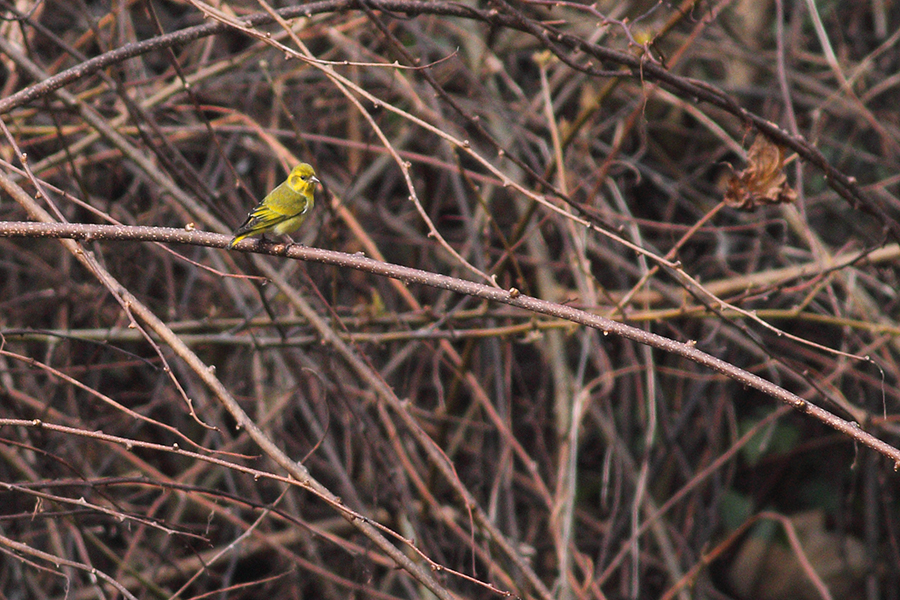

Himalayasiskan lever huvudsakligen av frön, framför allt från al och björk. Den födosöker aktivt och rastlöst antingen på marken under buskar eller i trädtoppar. Fågeln ses oftast parvist eller i smågrupper, men vintertid kan gupper på upp till 200 individer formas.

## Status
Arten har ett stort utbredningsområde och beståndet anses vara stabilt. Internationella naturvårdsunionen IUCN listar den därför som livskraftig (LC). Världspopulationen har inte uppskattats, men den beskrivs som lokalt vanlig eller fåtalig.